# Andri Aganits
Andri Aganits est un joueur estonien de volley-ball né le 7 septembre 1993. Il mesure 2,07 m et joue central. Il est international estonien.

## Clubs
| Club                        | De        | À         |
| --------------------------- | --------- | --------- |
| Valio Võru VK               | 2010-2011 | 2010-2011 |
| Selver Tallinn              | 2011-2012 | 2012-2013 |
| TV Bühl                     | 2013-2014 | 2013-2014 |
| Pallavolo Città di Castello | 2014-2015 | 2014-2015 |
| Stade poitevin              | 2015-2016 | 2016-2017 |
| Montpellier UC              | 2017-2018 | 2017-2018 |
| VC Maaseik                  | 2018-2019 | 2019-2020 |
| PAOK Salonique              | 2020-2021 | ...       |

## Palmarès

### Club
Néant.

### Distinctions individuelles
- Meilleur contreur du Championnat d'Estonie 2013